# Мичуринский (Тульская область)
Мичуринский — посёлок в Тёпло-Огарёвском районе Тульской области России.
В рамках административно-территориального устройства является центром Мичуринского сельского округа Тёпло-Огарёвского района, в рамках организации местного самоуправления включается в Волчье-Дубравское сельское поселение.

## География
Расположен на южной границе райцентра, посёлка городского типа Тёплое, в 67 км к югу от областного центра, г. Тулы. 

## Население
| 2002 | 2010 |
| ---- | ---- |
| 599  | ↗606 |